# Transformers (videogioco 2004)
Transfomers (oppure con il titolo Transfomers: Director's Cut) è un videogioco d'azione per PlayStation 2 del 2004 pubblicato da Atari e ispirato al noto franchise dei Transformers, in particolare alla prima serie animata anime della Trilogia Unicron, Transformers: Armada.
In origine il titolo avrebbe dovuto essere Transformers Armada: Prelude to Energon, ma poi fu ridotto a Transformers.

## Trama
I malvagi Decepticon, forti della loro imponente armata di Decepticlones, sono ormai prossimi a vincere la guerra per la conquista del pianeta Cybertron; per gli eroici Autobot non sembra esserci speranza, ma proprio quando Optimus Prime sta per essere sconfitto dal malvagio Megatron un segnale energetico proveniente dai Minicon raggiunge improvvisamente il campo di battaglia.
I Minicon sono una razza di Transformers fuggita da Cybertron un milione di anni prima e di cui si erano perse le tracce; di piccole dimensioni ma dotati di enormi poteri, i Minicon si rivelano l'asso nella manica che può incidere pesantemente sulle sorti del conflitto e perciò entrambi gli schieramenti si dirigono verso la fonte del segnale: la Terra.
Una volta arrivati sul pianeta gli Autobot devono riuscire a liberare i Minicon, sparsi qua e là e sorvegliati dai Decepticlone, in modo da potersi alleare con loro e poter sconfiggere i Decepticon.
Dopo la morte di Megatron nella lava del vulcano, gli Autobot credono di aver vinto, ignari che il Transformer delle dimensioni di un pianeta, Unicron, è arrivato su Cybertron. Mentre Unicron inizia a distruggere Cybertron, Optimus, Red Alert e Hot Shot tornano a casa insieme a tutti i Minicon salvati, i cui poteri combinati forniscono ai tre Autobot i mezzi per sconfiggere il malvagio Unicron. Dotati di jetpack e armi potenziate, volano su Unicron e distruggono il suo nucleo, facendolo esplodere. In seguito, gli Autobot e i Minicon celebrano la loro vittoria poiché Cybertron è finalmente in pace.

## Personaggi

### Autobot
Nel gioco è possibile comandare tre diversi Autobot.
- Optimus Prime: è l'eroico leader degli Autobot e il più potente; in modalità veicolo assume l'aspetto della motrice di un camion e si rivela particolarmente adatto a investire i nemici, a patto di aver raggiunto una certa velocità. Sia in modalità robot sia veicolo, tuttavia, i suoi movimenti sono i più lenti.
- Red Alert: combattente d'esperienza, è il più bilanciato dei tre. In modalità veicolo ha l'aspetto di un fuoristrada.
- Hot Shot: giovane Autobot molto rapido nei movimenti ma che si rivela anche il più debole; la sua modalità veicolo è un'auto sportiva.

### Decepticon
I Decepticon appaiono come boss di fine livello.
- Megatron: lo spietato e diabolico leader dei Decepticon, potente e senza alcuno scrupolo. Si trasforma in un carro armato.
- Starscream: insidioso Decepticon in grado di trasformarsi in un caccia da combattimento, compare nel secondo livello al Polo Sud.
- Cyclonus: decepticon che si trasforma in un elicottero d'attacco, compare in Amazzonia.
- Tidal Wave: decepticon di proporzioni gigantesche, inizialmente appare nella forma di una portaerei nel livello dell'atollo.

### Minicon da accompagnamento
Superato il primo livello tre Minicon si rivelano e di lì in poi affiancheranno uno ciascuno i tre Autobot accompagnandoli durante l'avventura; gli altri Minicon, invece, una volta liberati potranno essere selezionati per potenziare il proprio Autobot, comportandosi quindi più da armi che da personaggi veri e propri.

### Altri
- Unicron: un enorme Transformer grande quanto una luna di cui è una divinità cataclismica e di pura malvagità. Appare come il vero boss finale del gioco, con l'obiettivo di distruggere Cybertron.
- Decepticlones: robot prodotti in serie al servizio dei Decepticon. Ne esistono di svariati tipi e livelli di potenza.

## Modalità di gioco
Il gioco, d'azione con aspetti di tattica, offre una grafica 3D con visuale in terza persona dietro le spalle dal personaggio (tranne nei casi in cui venga sbalzato lontano o sconfitto, nei quali viene inquadrato dall'alto). Prima di affrontare un livello è possibile selezionare uno dei tre Autobot e il relativo carico di Minicon.
Il giocatore parte da un "portale warp", che permette di tornare al quartier generale degli Autobot; all'interno dei livelli è possibile raggiungere e sbloccare altri portali, dopodiché è possibile utilizzarli per ritornare nei diversi punti dei livelli. Tornare al quartier generale permette di rifornirsi completamente di Energon (l'energia vitale dei Transformer) e di cambiare personaggio e carico di Minicon.
Quando viene trovato un Minicon (che si trovano rinchiusi in gusci a forma di dodecaedro, spesso sorvegliati da Decepticlones o posti in luoghi difficilmente raggiungibili) è possibile utilizzarlo immediatamente, se necessario sostituendolo a un altro già in uso, oppure inviarlo al QG per poi selezionarlo successivamente. Oltre ai Minicon è possibile raccogliere anche i Datacon, dischi di informazioni che sbloccano contenuti aggiuntivi come immagini di lavorazione e dei giocattoli o musiche accessibili poi dal menù principale. La posizione sia dei Minicon sia dei Datacon è segnalata da un bagliore giallo.
Quando l'Autobot è fermo, cliccando sulla levetta analogica destra è possibile entrare in modalità zoom con visuale in prima persona (una volta attivata è possibile muoversi) variando fra diversi livelli di ingrandimento. Quando inoltre si è a distanza ravvicinata con un nemico, l'Autobot eseguirà autonomamente una serie di tre colpi corpo a corpo con cui è possibile eliminare o stendere l'avversario.
I livelli di gioco sono ampi e liberamente percorribili benché studiati in modo che sia necessario attraversare determinati punti per attivare i vari portali e per far avviare delle scene preimpostate che consentono il prosieguo della trama. Il motore grafico riesce a mostrare gli ampi spazi senza rallentamenti. La conformazione del terreno è irregolare e gli scenari presentano principalmente foreste amazzoniche e paesaggi ghiacciati; in molti casi l'avanzamento in modalità veicolo è ostacolato dalla presenza di alberi. Le uniche tracce della presenza di esseri umani sul pianeta sono alcuni oggetti (come alcuni edifici e una nave) ma non ne compare nessuno. Dopo aver sconfitto il boss di un livello si rende disponibile il successivo ma è anche possibile ritornare nei livelli precedenti (che però saranno popolati da nemici ancor più agguerriti) per recuperare i Minicon rimasti.
La quantità di Energon è un aspetto importante da considerare per il giocatore: non si trovano "medkit" per rigenerarlo, ma è possibile raccoglierne una certa quantità dai nemici distrutti e quando si recupera un Minicon o un Datacon.
Alla fine del primo livello gli Autobot trovano i tre Minicon da cui era partito il segnale verso Cybertron: dal livello successivo ogni Autobot sarà affiancato da uno di questi, che gli rimane sempre vicino dando il proprio contributo sparando autonomamente agli avversari; premendo l'apposito tasto è inoltre possibile attivare la "connessione", in cui il Minicon salta sulle spalle dell'Autobot potenziandone temporaneamente le capacità combattive. In questa modalità lo schermo si fa monocromatico e ci si muove al rallentatore; a differenza del carico di Minicon, tuttavia, la connessione non dispone di una barra di energia autonoma ma attinge direttamente dalla preziosa energia vitale dell'Autobot, il che impedisce di utilizzarla spesso o a lungo.
Un aspetto importante del gioco è la scelta del giusto Autobot e del carico di Minicon più adatto ad affrontare una particolare situazione, a seconda della conformazione del terreno e del tipo e della quantità di nemici presenti. Il giocatore, anche andando per tentativi (il numero di vite è illimitato e nel caso in cui si venga sconfitti è possibile scegliere se rientrare in gioco dall'ultimo portale utilizzato oppure tornare al quartier generale: a volte il lasciarsi uccidere di proposito può rappresentare una scorciatoia per raggiungere il QG più velocemente), può valutare se attaccare i nemici da lontano, scagliarsi direttamente contro di loro oppure tentare di fuggire correndo in modalità veicolo. In modalità veicolo, a cui si può accedere in qualsiasi momento premendo l'apposito tasto, non è possibile utilizzare Minicon tranne uno che concede uno scatto maggiore.
La partita viene salvata automaticamente sulla memory card ogni volta che viene raggiunto un qualche obiettivo (come il recupero di Minicon o Datacon o l'attivazione di un nuovo portale) senza interrompere il gioco. Una parte dei nemici sconfitti ritorna sul campo dopo che il giocatore ha visitato il QG.

### Carico di Minicon
Ogni Minicon ha caratteristiche particolari e un certo costo, indicato da una a quattro tacche; ogni Autobot può selezionare fino a quattro Minicon, rimanendo all'interno del carico permesso: i Minicon vengono collegati ai quattro tasti sul retro del controller e in alcuni casi è possibile scegliere fra due tasti diversi, ma solitamente un certo Minicon è associabile a solo tasto.
All'inizio del gioco non si hanno Minicon ma soltanto l'arma base, un "blaster" con peso zero collegato al tasto R1 (quest'ultimo sarà sempre l'arma primaria), e salvo poche eccezioni la barra di energia dei Minicon si esaurisce con l'uso, per cui sono necessari alcuni secondi per ripristinarla completamente.
I Minicon sono divisi in squadre distinte da colori diversi: equipaggiando due Minicon della stessa squadra si aumenta il limite massimo di energon trasportabile in quantità proporzionale alla squadra, con tre si aumenta anche la durata della connessione facendo consumare l'energon più lentamente e infine con quattro si aumenta anche la velocità di ricarica della barra di energia dei Minicon.

## Accoglienza
La rivista Play Generation classificò Optimus Prime come il quarto protagonista più gigantesco dei videogiochi usciti su PlayStation 2.